# جامعة باري
جامعة باري ألدو مورو (بالإيطالية: Università degli Studi di Bari Aldo Moro) هي مؤسسة إيطالية حكومية للتعليم العالي مقرها مدينة باري الإيطالية، وهي عضو باتحاد الجامعات المتوسطية وشبكة سانتاندير.
تأسست جامعة باري سنة 1925، وهي جامعة مدعومة من الدولة تنقسم إلى 12 كلية، وتمنح عددًا من الدرجات الجامعية الأولى، إلى جانب درجات الدراسات العليا، كما تضطلع بالبحث العلمي على مستوى الدكتوراه.
تعد جامعة باري واحدة من أبرز الجامعات في جنوب إيطاليا، وهي واحدة من أكبر جامعات إيطاليا؛ إذ يدرس بها حوالي 60 ألف طالب، وقد حملت الجامعة مؤخرًا اسم واحد من أشهر طلبتها، هو السياسي ألدو مورو، الذي عمل بتدريس القانون الجنائي في الجامعة لسنوات عديدة.

## كليات الجامعة
- كلية العلوم الزراعية
- كلية الفنون والفلسفة
- كلية علوم التقنية الحيوية
- كلية دراسات الاتصال
- كلية الاقتصاد
- كلية العلوم التربوية
- كلية اللغات والآداب الأجنبية
- كلية الحقوق
- كلية الرياضيات والفيزياء والعلوم الطبيعية
- كلية الطب والجراحة
- كلية الصيدلة
- كلية العلوم السياسية
- كلية الطب البيطري
- القسم الأيوني للقانون والاقتصاد (تارانتو)

## وصلات خارجية
- الموقع الرسمي للجامعة